# Greenville (Delaware)
Greenville è un census-designated place (CDP) degli Stati Uniti, situato nella Contea di New Castle nello stato del Delaware. La popolazione secondo il censimento del 2000 era di 2.332 abitanti.

## Geografia fisica
Secondo i rilevamenti dello United States Census Bureau, il CDP di Greenville si estende su una superficie totali di 7,1 km²,  dei quali circa 7,1 km² sono composti da terre, mentre poco meno di 0,1 km² sono occupati dalle acque, e corrispondono allo 0,73% dell'intera superficie.

## Popolazione
Secondo il censimento del 2000, a Greenville vivevano 2.332 persone, ed erano presenti 679 gruppi familiari. La densità di popolazione era di 328,6 ab./km². Nel territorio comunale si trovavano 1.329 unità edificate.  Per quanto riguarda la composizione etnica degli abitanti, il 91,51% era bianco, il 2,02% era afroamericano, lo 0,13% era nativo, e il 4,89% era asiatico. Il restante 1,45% della popolazione appartiene ad altre razze o a più di una. La popolazione di ogni razza proveniente dall'America Latina corrisponde al 2,36% degli abitanti.
Per quanto riguarda la suddivisione della popolazione in fasce d'età, il 15,4% era al di sotto dei 18, il 4,0% fra i 18 e i 24, il 25,9% fra i 25 e i 44, il 29,0% fra i 45 e i 64, mentre infine il 25,7% era al di sopra dei 65 anni di età. L'età media della popolazione era di 49 anni. Per ogni 100 donne residenti vivevano 83,7 maschi.
Greenville e Henlopen Acres sono i due luoghi più ricchi dell'intero Delaware, con un guadagno procapite annuale di circa 80.000 $. Il Zip Code 19710 inoltre, quello di Greenville, è quello più ricco degli interi Stati Uniti, con oltre 600.000 $ di guadagni complessivi ogni anno.

## Monumenti e luoghi d'interesse
- Alexis I. duPont High School
- Mt. Cuba Center
- Henry Francis DuPont Winterthur Museum
- Wilmington Country Club
- Hagley Museum and Library